# NGC 5207
NGC 5207 (другие обозначения — UGC 8518, MCG 2-35-1, ZWG 73.18, PGC 47612) — спиральная галактика (Sb) в созвездии Дева.
Этот объект входит в число перечисленных в оригинальной редакции «Нового общего каталога».